# Roquefort-de-Sault
Roquefort-de-Sault település Franciaországban, Aude megyében. Lakosainak száma 82 fő (2022. január 1.). Roquefort-de-Sault Artigues, Bessède-de-Sault, Le Bousquet, Le Clat, Counozouls és Sainte-Colombe-sur-Guette községekkel határos.

## Népesség
A település népessége az elmúlt években az alábbi módon változott:
| Lakosok száma | 142  | 122  | 118  | 114  | 83   | 85   | 84   | 83   | 83   | 82   |
|               | 1968 | 1982 | 1990 | 2006 | 2013 | 2015 | 2017 | 2019 | 2020 | 2022 |